# Oskar von Dreßler
Als deutscher Verwaltungsjurist war Oskar von Dreßler (* 1. Juni 1838 auf Gut Kobylinnen, Kr. Lyck; † 24. August 1910 in Heiligenbeil) der dienstälteste Landrat in Ostpreußen.

## Leben
Dreßler besuchte das Kgl. Gymnasium Lyck und studierte an der Albertus-Universität Königsberg Rechtswissenschaft. Wie viele Absolventen seiner Schule wurde er im Wintersemester 1856/57 Mitglied des Corps Masovia. Er trat in den Staatsdienst des Königreichs Preußen und kam als Regierungsassessor zur Regierung in Königsberg. Am 10. Mai 1869 wurde er kommissarisch, 1873 endgültig Landrat im  Landkreis Heiligenbeil. In dem Amt blieb er bis zum Juli 1909, als er 71 Jahre alt war. Mit 40 Jahren war das die längste Amtszeit eines Landrats in Ostpreußen.

## Ehrungen
- Verleihung des  Charakters als Geh. Regierungsrat (Januar 1882)
- Verleihung des Roten Adlerordens 4. Kl. (November 1901)
- Roter Adlerorden 2. Kl. mit Eichenlaub und mit der Zahl 50 (Juli 1909)